# Rendsburg-Neumünstersche Eisenbahn
Die Rendsburg-Neumünstersche Eisenbahngesellschaft betrieb den Verkehr zwischen Rendsburg und Neumünster mittels einer Anschlussstrecke von Rendsburg über Nortorf nach Neumünster an die Bahnstrecke Hamburg-Altona–Kiel. 

## Geschichte

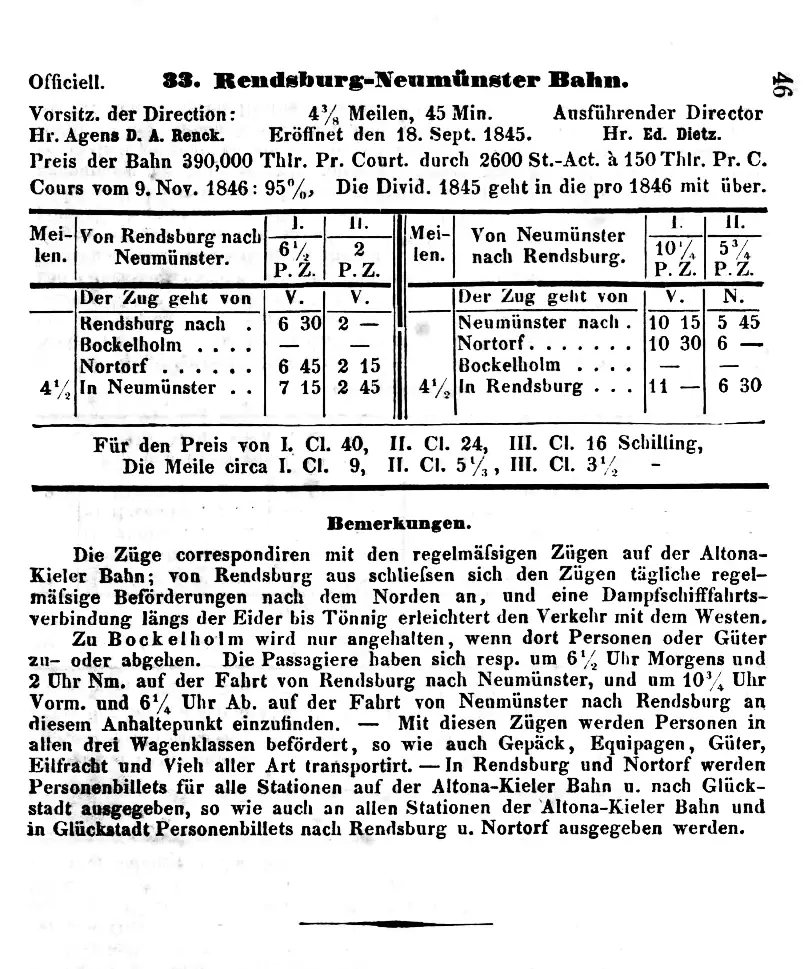
Fahrplan 1847

Am 4. April 1845 erteilte der dänische Staat die Konzession zum Bau und Betrieb der Bahnstrecke Rendsburg–Neumünster. Die Personenbeförderung wurde am 18. September 1845 aufgenommen.
Nach dem Deutsch-Dänischen Krieg wurden am 1. Januar 1864 Strecke und Bahngesellschaft in die Altona-Kieler Eisenbahn-Gesellschaft übernommen. Die Strecke ist heute Teil der Bahnstrecke Neumünster–Flensburg und wird in der Relation Hamburg–Dänemark viel befahren. 
Die größten baulichen Veränderungen auf der Strecke wurden durch den Bau des Kaiser-Wilhelm-Kanals (heute: Nord-Ostsee-Kanal) notwendig. Der 1895 eröffnete Schifffahrtsweg wurde zunächst mittels einer Drehbrücke gequert. Nach einer Verbreiterung des Kanals wurde 1913 die Rendsburger Hochbrücke eingeweiht.